# Darrell R. Lindsey

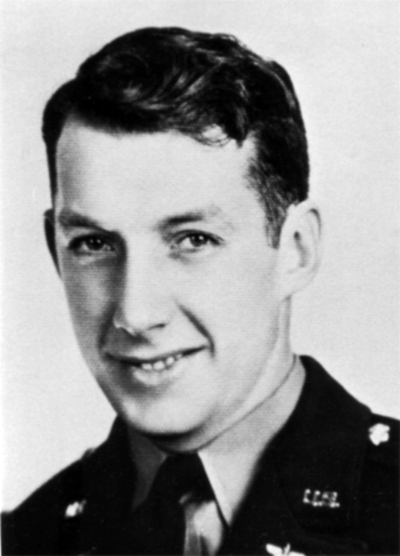
Darrell Robins Lindsey

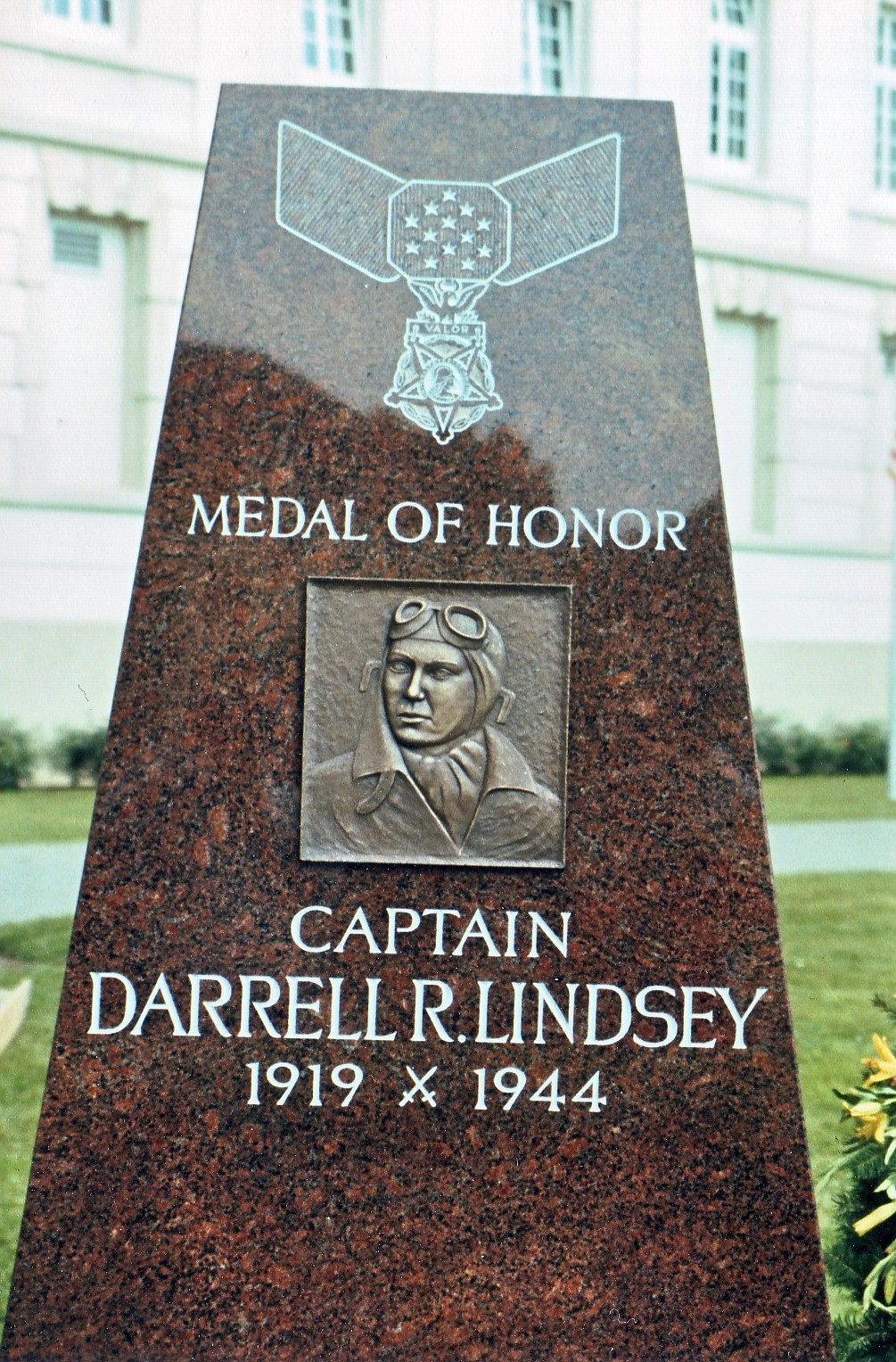
Der Medal of Honor Gedenkstein aus dem Europaviertel, steht heute in seiner Geburtsstadt Jefferson

Captain Darrell Robins Lindsey (* 30. Dezember 1919 in Jefferson, Iowa; † 9. August 1944 in L’Isle-Adam, Pontoise, Frankreich) war Bomber-Pilot der United States Army Air Forces während des Zweiten Weltkrieges. Für seinen letzten Einsatz in Frankreich, bei dem er fiel, wurde ihm postum die Medal of Honor verliehen.

## Leben
Lindsey besuchte bis 1941 die Buena Vista University, danach schrieb er sich als Flugkadett am Fort Des Moines ein. Im August 1942 beendete er seine Pilotenausbildung und wurde zum Leutnant ernannt. Im Jahr darauf wurde er zur 314th Bomb Squadron in Florida versetzt und zum Oberleutnant befördert. Noch im gleichen Jahr folgte die erneute Versetzung zur 585th Bomb Squadron, wo er im Dezember zum Hauptmann ernannt wurde. 
Am 9. August 1944 war Lindsey Anführer eines Bomberkommandos von 30 Flugzeugen mit der Aufgabe, eine Eisenbahnbrücke nordwestlich von Paris zu zerstören. Während des Angriffs wurde seine Maschine schwer beschädigt. Trotz brennender Motoren gelang es ihm, das Flugzeug so zu stabilisieren, dass die Besatzung mit Fallschirmen abspringen konnte. Bevor er sich selbst retten konnte, explodierte die Maschine.

## Auszeichnungen und Ehrungen
Im November 1946 wurde das Camp Lindsey bzw. später die Lindsey Air Station in Wiesbaden, das heutige Europaviertel nach ihm benannt. Zeitweise befand sich dort das Hauptquartier der US Air Force für Europa (USAFE).
Mit Abzug der amerikanischen Streitkräfte aus dem Camp 1993 wurde auch der Gedenkstein für Lindsey abgebaut, der bisher dort gestanden hatte. Er steht seit dem 12. Juni 1993 in Jefferson, der Geburtsstadt Lindseys.